# Libreria della Rondine

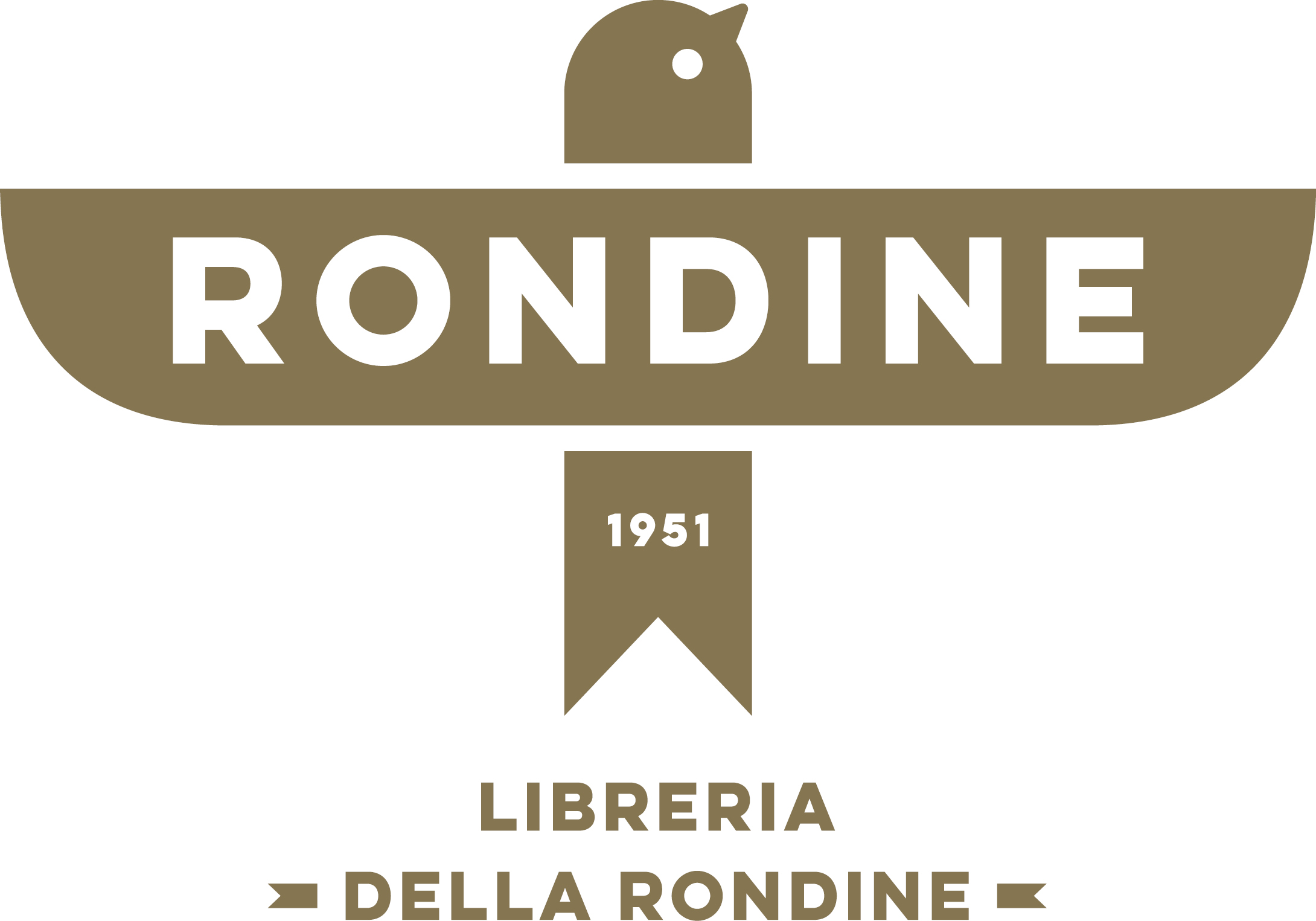

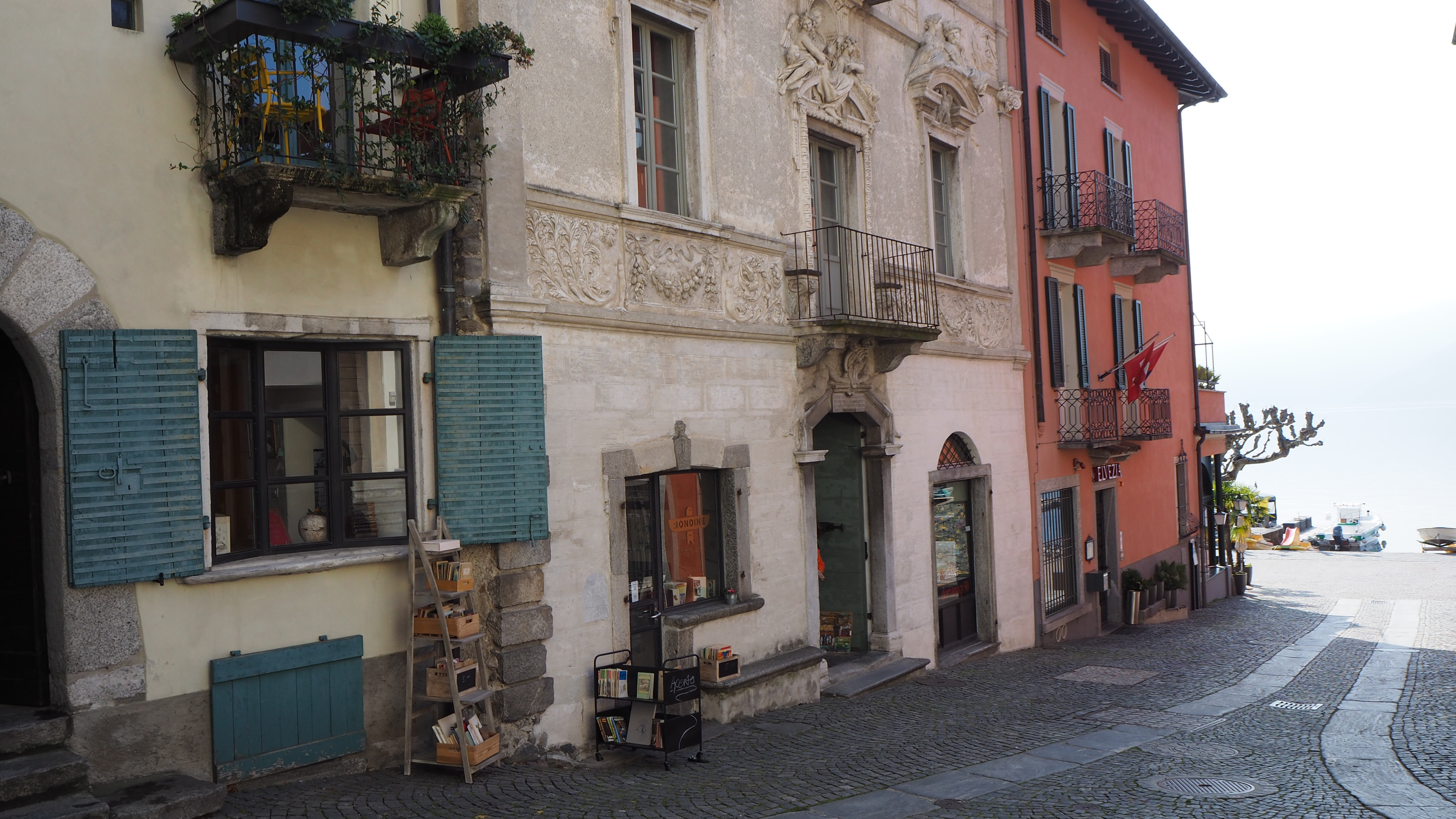
Libreria della Rondine

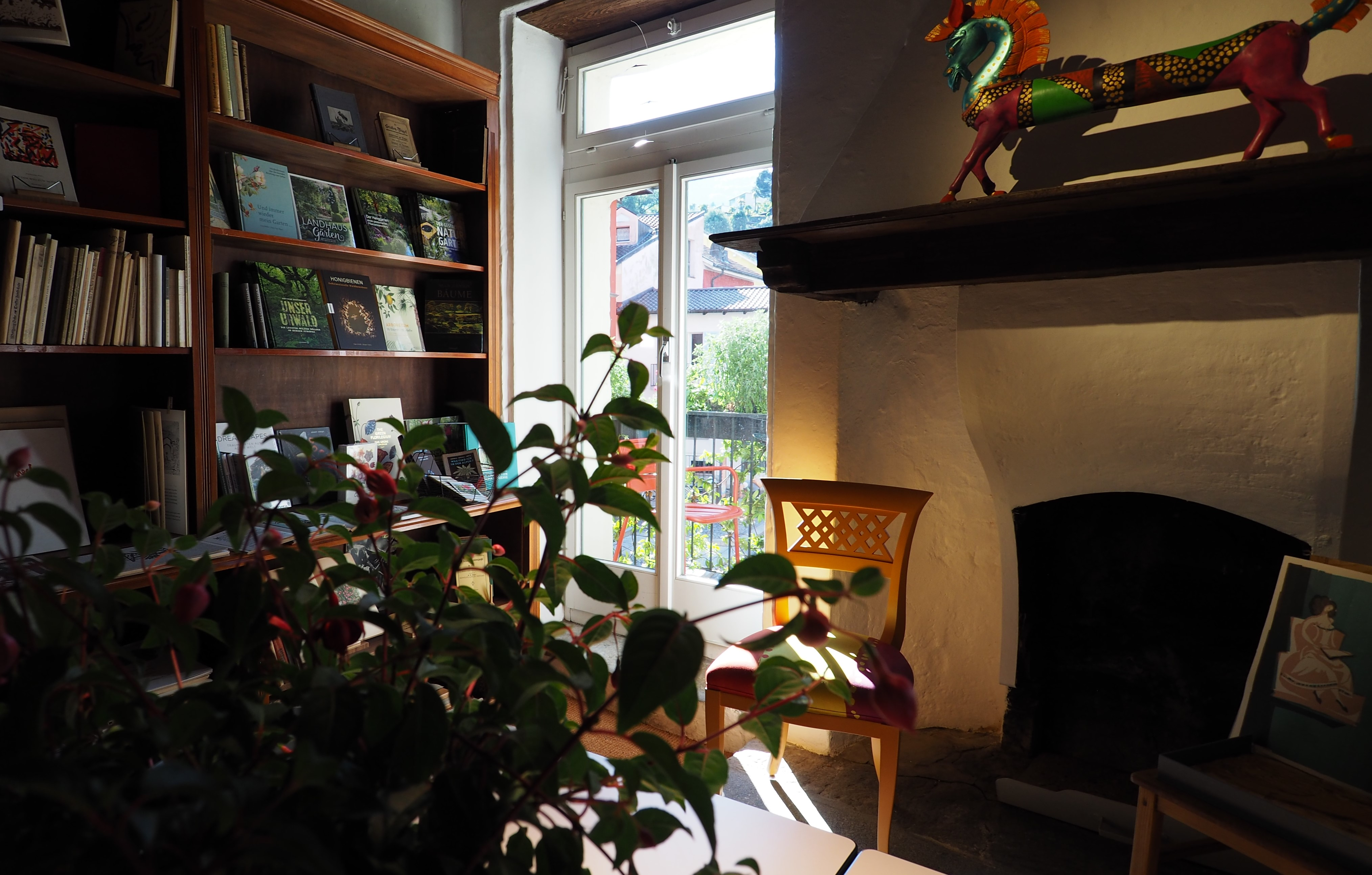
Lesezimmer

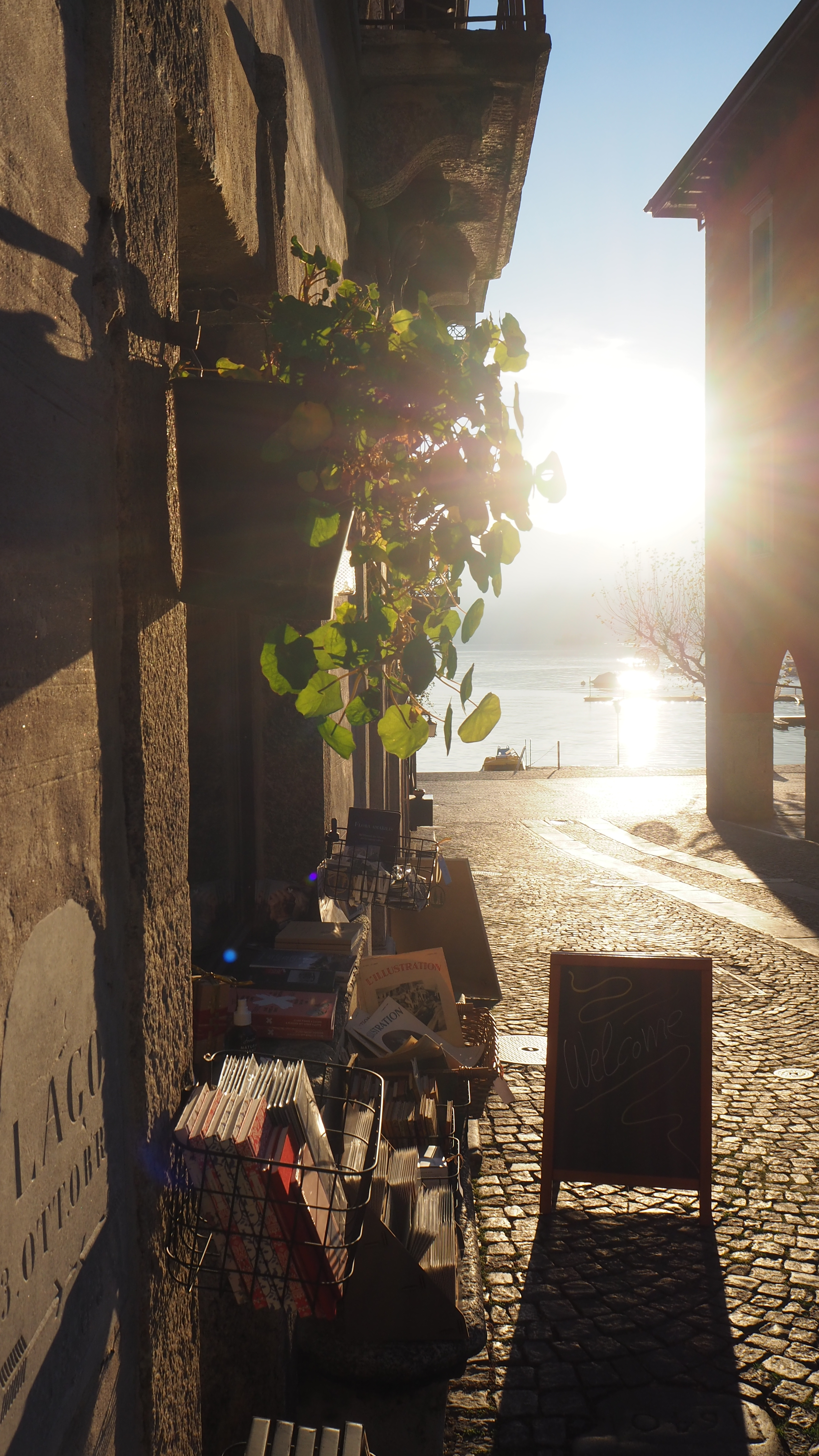

Die Libreria della Rondine ist ein Schweizer Antiquariat in Ascona, seit 2020 auch Buchhandlung für neue Titel mit dem Schwerpunkt Tessiner Kultur und Geschichte. Die Libreria della Rondine befindet sich in der Casa Serodine, einem historischen Gebäude, das von der Familie Giovanni Serodine entworfen und gebaut wurde.

## Geschichte
Die Libreria della Rondine wurde 1951 von dem Niederländer Leo Kok als Antiquariat gegründet.
Der Pianist und Komponist war bereits in den 1920er Jahren nach Ascona gekommen und gehörte dort mit der Tänzerin Charlotte Bara, die er begleitete und für die er komponierte, zur Bohème-Szene, die sich um die Lebensreformer-Gruppe auf dem Monte Verità gruppierte.
Im Zweiten Weltkrieg schloss sich der Pazifist Kok, der auch in Paris lebte, dem Widerstand gegen den Nationalsozialismus an; 1943 wurde er von der Gestapo in einer Pariser Wohnung verhaftet und in das Konzentrationslager Buchenwald  gebracht.
Nach seiner Befreiung eröffnete er zunächst in Paris ein Antiquariat, in dem er Bücher aus eigenen Bibliotheksbeständen verkaufte.
1946 kehrte Kok nach Ascona zurück, wo er ab 1951 die Libreria della Rondine betrieb, die er auch als Treffpunkt für Literaten und Künstler verstand, die durchreisten oder sich im Tessin niedergelassen hatten. Zu ihnen zählte der Schriftsteller Erich Maria Remarque, dessen Roman „Der Funke Leben“ unter anderem auf Koks Buchenwald-Erinnerungen basiert, und seine Frau Paulette Goddard. Zu den prominenten Gästen der Libreria della Rondine gehörten unter anderem Hermann Hesse, der selbst längere Zeit auf dem Monte Verità verbracht hatte, und Aline Valangin, die mit dem Antiquitäten-Händler Wladimir Rosenbaum verheiratet war. Rosenbaum betrieb sein Geschäft neben der Libreria della Rondine.
Weitere bekannte Künstler, die in der Libreria delle Rondine verkehrten, waren Hans Habe, Jo Mihaly, Walter Mehring und Henry Jaeger.

## Spätere Inhaber der Libreria della Rondine
Kok übergab altersbedingt die Libreria della Rondine im Jahre 1976 an Ruth und Walter Sauter, die das Antiquariat bis 1979 fortführten.
Danach wurde die Libreria von Hanspeter Manz betrieben (1979–1996), es folgten Matthias Loidl (1996–2001) und Angelika Sowinski (2001–2007).
In den Jahren 2007 bis 2009 gab es eine Vakanz. Danach übernahm die Vereinigung Associazione Libreria della Rondine Ascona die Geschäfte.
Der Schriftsteller Christian Kracht bemühte sich 2013 erfolglos um eine Übernahme der Libreria della Rondine; in der Presse wurde vermutet, dass ihn die Nähe zum Monte Verita zu diesem Schritt inspiriert habe. Umstritten ist, ob seine Initiative ernst gemeint war.
Ab 2015 zeichnete der Zürcher Medienfachmann Hans Hofmann für die Geschäfte des Antiquariats verantwortlich; er übergab die Libreria della Rondine Ende 2019 an die deutsche Verlagsmanagerin und Journalistin Karen Heidl (zuletzt Geschäftsführerin ad interim Orell Füssli Verlag).